# Walter Meidinger
Walter Meidinger (* 7. Juni 1900 in Charlottenburg; † 5. Februar 1965 in Braunschweig) war ein deutscher Photochemiker. Er leitete von 1949 bis 1962 das Photochemische Laboratorium der Physikalisch-Technischen Bundesanstalt in Braunschweig.

## Leben und Werk
Der Sohn des Architekten Max Meidinger (1856–1923) und dessen Ehefrau Hedwig, geb. Ramisch (1868–1931) studierte von 1919 bis 1923 Chemie und Physik an der Universität Berlin. Er wurde 1923 am Institut für Physikalische Chemie bei John Eggert und Walter Noddack auf dem Gebiet der Photochemie mit der Dissertation Untersuchungen über die photographische Schwärzungskurve promoviert. Er war anschließend drei Jahre im wissenschaftlichen Laboratorium der Agfa-Werke in Berlin tätig, bevor er 1927 an das Photochemische Laboratorium der Physikalisch-Technischen Reichsanstalt (PTR) in Berlin wechselte. Hier war Meidinger u. a. für die Überwachung der normgerechten Einhaltung der Angaben der Lichtempfindlichkeit photographischer Speichermedien zuständig. Die Laborleitung wurde ihm 1935 übertragen. Im Jahre 1943 verlegte die PTR ihren Sitz nach Weida in Thüringen, wohin auch Meidinger wechselte. Von 1941 bis 1945 hatte er den Vorsitz der 1930 von Robert Luther gegründeten Deutschen Gesellschaft für Photographische Forschung inne. Nach Ende des Zweiten Weltkriegs war Meidinger von 1945 bis 1949 am Deutschen Amt für Maß und Gewicht in der sowjetischen Besatzungszone tätig. Von 1948 bis 1962 war er Vorsitzender des Ausschusses für Sensitometrie beim Deutschen Normenausschuss, wo er sich u. a. mit der Normierung der Empfindlichkeit photographischer Materialien beschäftigte. Seit 1949 war Meidinger bei der Physikalisch-Technischen Bundesanstalt in Braunschweig beschäftigt, wo er das Photochemische Laboratorium bis zu seiner Pensionierung 1962, zuletzt als Oberregierungsrat, leitete. Die Berufung an eine Hochschule lehnte er zweimal ab. Meidinger starb 1965 in Braunschweig. Sein akademischer Lehrer John Eggert, emeritierter Professor für Fotografie an der ETH Zürich, würdigte ihn in einem Nachruf.

### Ehrungen
Im Jahre 1930 erhielt Meidinger die Silberne und 1943 die Goldene Medaille der Photographischen Gesellschaft Wien. Mit der Henderson Medal der Royal Photographic Society Großbritanniens wurde er 1952 geehrt.

### Wissenschaftliche Bedeutung
Meidinger hatte einen bedeutenden Anteil an der Entwicklung der wissenschaftlichen Grundlagen der Photographie. Seine wegweisenden Untersuchungsergebnisse über die Quantenausbeute des photographischen Elementarprozesses ermöglichten Fortschritte im theoretischen Verständnis des latenten Bildes. Im Jahre 1939 entdeckte er an der PTR die Fluoreszenz von Silberhalogeniden bei tiefen Temperaturen, wodurch der Spektralbereich von Filmen in den Röntgen- und Infrarotbereich erweitert werden konnte. Er führte kinetische Untersuchungen zur Entwicklung von Silberbromidpartikeln mit unterschiedlichem Belichtungszustand und die Verteilung des photolytisch entstandenen Silbers in photographischen Schichten durch.

## Schriften (Auswahl)
- Die Quantenausbeute bei der durch photolytisch gebildetes Silber sensibilisierten Photolyse des Halogensilbers in photographischen Schichten. In: Wissenschaftliche Abhandlungen des Deutschen Amtes für Maß und Gewicht, 1. Bd., 1949, S. 117–152.
- Die Quantenausbeute bei der Protolyse des Halogensilbers in photographischen Schichten auf Grund der Eigenabsorption des Halogensilbers. In: Wissenschaftliche Abhandlungen des Deutschen Amtes für Maß und Gewicht, 1. Bd., 1949, S. 74–116.
- Die theoretischen Grundlagen der photographischen Prozesse. Reihe: Handbuch der wissenschaftlichen und angewandten Photographie, Band 5, Wien, Berlin 1932.
- Untersuchungen über die photographische Schwärzungskurve (Dissertation), Berlin 1925.